# Ion Covaci
Ion Covaci (ur. 19 kwietnia 1945 w Odorheiu Secuiesc, zm. 14 listopada 1973 w Braile) – rumuński bokser, dwukrotny medalista mistrzostw Europy.
Startował w wadze lekkośredniej (do 71 kg). Zdobył w niej brązowy medal na mistrzostwach Europy w 1967 w Rzymie po wygraniu trzech walk i porażce w półfinale z późniejszym mistrzem Wiktorem Agiejewem ze Związku Radzieckiego.
Wystąpił na igrzyskach olimpijskich w 1968 w Meksyku, gdzie po wygraniu dwóch walk (w tym z Witoldem Stachurskim) uległ w ćwierćfinale późniejszemu mistrzowi Borisowi Łagutinowi z ZSRR. Na mistrzostwach Europy w 1969 w Bukareszcie zdobył brązowy medal po wygraniu dwóch pojedynków i porażce w półfinale z Bruno Facchettim z Włoch.
Covaci był mistrzem Rumunii w wadze lekkośredniej w latach 1966–1968 i 1970 oraz wicemistrzem w wadze półśredniej (do 67 kg) w 1964 i w wadze lekkośredniej  w 1969 i 1971.
Pracował jako policjant. Zmarł tragicznie 14 listopada 1973 zabity przez rabusia.